# Ectrepesthoneura colyeri
Ectrepesthoneura colyeri är en tvåvingeart som beskrevs av Chandler 1980. Ectrepesthoneura colyeri ingår i släktet Ectrepesthoneura och familjen svampmyggor. Arten är reproducerande i Sverige. Inga underarter finns listade i Catalogue of Life.